# Upp över mina öron
Upp över mina öron, skriven av Thomas "Orup" Eriksson och Anders Glenmark, är den melodi som Orup och Anders Glenmark tävlade med i den svenska Melodifestivalen 1989, där bidraget slutade på andra plats.
Singeln placerade sig som högst på fjärde plats på den svenska singellistan. På Svensktoppen låg melodin på listan i fem veckor under perioden 16 april-14 maj 1989, med fjärdeplats som bästa resultat.
Låten gjordes som lugnare cover av artisten Anja Erika 2011 till hennes album ”Istället för Bahamas”.

## Listplaceringar
| Lista (1989) | Position |
| ------------ | -------- |
| Sverige      | 4        |